# Nélida Teresa Colomba
Nélida Teresa Colomba, más conocida como Colomba (Córdoba, 24 de octubre de 1931 - Buenos Aires, 1 de mayo de 2004) fue una actriz, locutora y presentadora de radio y televisión argentina.
Comenzó a trabajar en la radio en la provincia de Córdoba haciendo algunos avisos para LV3 Radio Córdoba. A los veinte años se radicó en Buenos Aires; allí estudió actuación en el Conservatorio de Arte Dramático y luego en el Instituto Superior de Enseñanza Radiofónica (ISER), donde obtuvo su título de locutora junto a otras famosas como Betty Elizalde y Nora Perlé.
Trabajó brevemente en teatro debutando en 1951 en la obra Liceo de señoritas, junto a Ana María Campoy y Homero Cárpena, en el teatro Versalles. Luego se instaló en la televisión en donde fue conductora de ciclos exitosos como La feria de la alegría, junto a Guillermo Brizuela Méndez, y Tropicana, programa de entretenimientos de 1952. En 1976 hizo una de sus últimas apariciones en TV, como conductora de A la tarde, todo, por Canal 7. Hizo muchas publicidades en televisión, entre ellas, la de Aerolíneas Argentinas, empresa aérea en la que trabajaba como auxiliar de vuelo.
Viajó a Perú luego de su separación de Enrique Dumas con quien estaba casada y con quien tuvo tres hijos: Marcelo Pablo, Lionel Enrique (cantante de tango) y Paloma Carmina. En Perú llevó adelante un programa de radio y fue directora de una escuela de locutores.
En 1987 fue detenida en el aeropuerto de Bruselas acusada de tráfico de drogas. Fue sentenciada a cumplir seis años de prisión, que se redujeron a tres por buena conducta, años que pasó en el castillo de Saint Andrews, cerca de Brujas. Acerca de esta acusación Colomba dijo: «Fui engañada por falsos amigos que abusaron de mi confianza».
En los últimos años de su vida residía en la Casa del Teatro.

## Filmografía
- 2001. Tocá para mí. De Rodrigo Fürth.
- 2000. La toma. Cortometraje.
- 1964. Canuto Cañete y los 40 ladrones. Con Carlitos Balá.

## Televisión
- 1963: La moda francesa. Emitido por Canal 11.